# Mistrovství Československa v atletice 1985
Mistrovství Československa mužů a žen v atletice 1985 v kategoriích mužů a žen se konalo 10. srpna a 11. srpna v Praze. 

## Medailisté

### Muži
| Soutěž        | Zlato                                                                     | Stříbro                                                                          | Bronz                                                                  |
| 100 m         | Luboš Chochlík 10.51                                                      | Josef Lomický 10.55                                                              | Ivo Pištěk 10.70                                                       |
| 200 m         | Luboš Balošák 21.30                                                       | Karel Kopeček 21.60                                                              | Milan Bělošek 21.74                                                    |
| 400 m         | Jindřich Roun 46.06                                                       | Petr Břečka 46.33                                                                | Dušan Malovec 46.49                                                    |
| 800 m         | Luboš Šubrt 1:49.16                                                       | Tomáš Tůma 1:49.20                                                               | Marcel Theer 1:49.30                                                   |
| 1500 m        | Pavel Michálek 3:42.01                                                    | Josef Vedra 3:42.26                                                              | Jan Kraus 3:42.32                                                      |
| 5000 m        | Martin Vrábeľ 14:01.81                                                    | Miroslav Bauckmann 14:02.58                                                      | Ivan Uvizl 14:04.81                                                    |
| 10 000 m      | Martin Vrábeľ 29:19.02                                                    | Miroslav Bauckmann 29:33.31                                                      | Robert Žižka 29:57.88                                                  |
| 110 m př.     | Aleš Höffer 13.92                                                         | Pavel Šáda 14.18                                                                 | Petr Mucha 14.31                                                       |
| 400 m př.     | Stanislav Návesňák 51.29                                                  | Jozef Kucej 51.87                                                                | Aleš Maňásek 51.92                                                     |
| 3000 m př.    | Luboš Gaisl 8:42.71                                                       | Milan Behúň 8:46.24                                                              | Jiří Švec 8:49.02                                                      |
| 4 × 100 m     | Ivan Ressler Milan Bělošek Karel Kopeček Jindřich Roun Sparta Praha 40.78 | Pavel Šáda Josef Lomický Milan Kořínek Jaroslav Priščák Dukla Praha 40.87        | VŠ Praha diskvalifikována                                              |
| 4 × 400 m     | Martin Chrdle Ivan Čížek Daniel Hejret Petr Břečka RH Praha 3:06.95       | Karel Kopeček Aleš Maňásek Stanislav Návesňák Jindřich Roun Sparta Praha 3:09.01 | Zdeno Nagy Marcel Theer Leoš Dvořák Miroslav Zítka Dukla Praha 3:12.26 |
| Skok do výšky | Ján Zvara 233                                                             | Jindřich Vondra 225                                                              | Milan Machotka 222                                                     |
| Skok o tyči   | Zdeněk Lubenský 555                                                       | František Jansa 545                                                              | Pavel Sluka 535                                                        |
| Skok daleký   | Jan Leitner 803                                                           | Roman Zrun 766                                                                   | Vladimír Dědek 763                                                     |
| Trojskok      | Jaroslav Priščák 17.05                                                    | Ján Čado 17.03                                                                   | Ivan Slanař 16.69                                                      |
| Vrh koulí     | Remigius Machura 21.27                                                    | Karel Šula 20.13                                                                 | Richard Navara 18.47                                                   |
| Hod diskem    | Imrich Bugár 68.18                                                        | Gejza Valent 61.36                                                               | Tibor Pányi 55.12                                                      |
| Hod kladivem  | František Vrbka 77.22                                                     | Zdeněk Bednář 71.46                                                              | Milan Matoušek 66.78                                                   |
| Hod oštěpem   | Zdeněk Adamec 88.26                                                       | Jan Kolář 79.68                                                                  | Štefan Lengyel 79.42                                                   |
| 20 km chůze   | Jozef Pribilinec 1:20:40                                                  | Roman Mrázek 1:22:18                                                             | Pavol Blažek 1:22:48                                                   |
| Desetiboj     | Martin Machura 7398 bodů                                                  | Věroslav Valenta 7310 bodů                                                       | Jaromír Frič 7205 bodů                                                 |

### Ženy
| Soutěž        | Zlato                                                                                                 | Stříbro                                                                              | Bronz                                                                                        |
| 100 m         | Taťána Kocembová 11.48                                                                                | Helena Syrůčková 11.82                                                               | Štěpánka Sokolová 12.04                                                                      |
| 200 m         | Emília Daníšková 24.02                                                                                | Štěpánka Sokolová 24.32                                                              | Věra Tylová 24.39                                                                            |
| 400 m         | Alena Bulířová 52.33                                                                                  | Věra Tylová 53.79                                                                    | Martina Raabová 54.72                                                                        |
| 800 m         | Jarmila Kratochvílová 1:56.27                                                                         | Milena Strnadová 1:58.42                                                             | Jiřina Kročová 2:07.95                                                                       |
| 1500 m        | Jana Kučeríková 4:15.42                                                                               | Věra Nožičková 4:17.99                                                               | Ivana Hlaváčková 4:22.70                                                                     |
| 3000 m        | Ľudmila Melicherová 9:07.26                                                                           | Alena Peterková 9:40.45                                                              | Katarína Štulíková 9:41.37                                                                   |
| 10000 m       | Katarína Štulíková 35:15.25                                                                           | Jarmila Urbanová 35:35.85                                                            | Hana Horáková 36:07.92                                                                       |
| 100 m př.     | Jitka Tesárková 13.61                                                                                 | Milena Tebichová 13.93                                                               | Helena Otáhalová 14.02                                                                       |
| 400 m př.     | Eva Eibnerová 58.85                                                                                   | Marcela Ševčíková 59.60                                                              | Blanka Háková-Kunovská 1:00.28                                                               |
| 4 × 100 m     | Iveta Tesařová Helena Otáhalová Věra Tylová Helena Syrůčková VŠ Praha 46.60                           | Šárka Hanzlíčková Lenka Jelínková Iva Jínová Alena Bulířová LIAZ Jablonec n/N 48.57  | Jana Plíšková Lada Žampová Jaroslava Coufalová Irena Krejcarová Spartak Hradec Králové 48.70 |
| 4 × 400 m     | Slavěna Řeháková Katarína Marčíková Miroslava Dobiášová Emília Daníšková Slávia UK Bratislava 3:46.51 | Iva Najzarová Marie Kabeláčová Barbora Rycková Taťána Kocembová TJ Vítkovice 3:46.97 | Iveta Vondroušová Zdena Brožová Klára Pecharová Jiřina Kročová Sparta Praha 3:47.83          |
| Skok do výšky | Ivana Jobbová 185                                                                                     | Daniela Chválková-Reiská Jana Brenkusová 185                                         | xxxx                                                                                         |
| Skok daleký   | Eva Murková 680                                                                                       | Jarmila Strejčková 652                                                               | Ludmila Jimramovská 645                                                                      |
| Vrh koulí     | Helena Fibingerová 20.89                                                                              | Soňa Vašíčková 18.17                                                                 | Alena Vitoulová 17.95                                                                        |
| Hod diskem    | Zdeňka Šilhavá 69.10                                                                                  | Gabriela Hanuláková 62.64                                                            | Olga Cinibulková 58.04                                                                       |
| Hod oštěpem   | Elena Burgárová 62.28                                                                                 | Elena Révayová 60.04                                                                 | Marie Fukalová 53.20                                                                         |
| 10 km chůze   | Dana Vavřačová 47:55                                                                                  | Jana Zárubová 49:53                                                                  | Dana Semelová 53:54                                                                          |
| Sedmiboj      | Zuzana Lajbnerová 5868 bodů                                                                           | Marcela Koblasová 5695 bodů                                                          | Vanda Nováková 5438 bodů                                                                     |